# Trichaptum biforme
Trichaptum biforme je poroidna vrsta gljive iz reda Hymenochaetales. Predstavlja saproba koji razgrađuje mrtvo listopadno drvo (npr. panjeve) i to najčešće hrastove i lešnik. Raste u grupama na osunčanim mestima tokom čitave godine. 

## Opis plodnog tela
Plodno telo se sastoji od brojnih sitnih terasa koje su bočno prikačene za supstrat. Oblik plodnog tela može podsećati na oblik i lepeze. veličije od 3 do 6 cm. Gornja površina je somotasta sa koncentričnim glatkim zonama u krem, oker i braon nijansama. Donja površina ili himenijumska površina je svetloljubičaste boje kao i sama ivica šešira. Starenjem gubi ljubičastu boju i biva identične obojenosti kao gornja površina. Na svaki milimetar se nalaze 3 - 4 uglaste pore. Meso je ujednačene beličaste boje, veoma žilavo, bez izraženog mirisa. 

## Mikroskopija
Spore su  veličine: 6-8 x 2-2.5 µm. Spore su izdužene savijene, glatke i hijalne

## Hemijske reakcije
Sa kalijum hidroksidom (KOH) ne reaguju. 

## Literatura
- Uzelac, Branislav (2009). Gljive Srbije i zapadnog Balkana. Beograd: BGV logic.
- (1997). Atlas gljiva. Zagreb: Prosvjeta.
- by Michael Kuo

## Spoljašnje veze
- BioRaS - Portal o biološkoj raznovrsnosti Srbije[мртва веза]